# Megabed di Missaglia
Il Megabed di Missaglia (Bernoulli et al., 1981) è un livello di roccia dello spessore di 25–30 m, con base conglomeratica (circa 1 m) passante rapidamente verso l'alto a calcareniti con gradazione normale, calcisiltite e infine marne. Il livello si intercala entro il Flysch di Bergamo ed è databile al Santoniano terminale - Campaniano inferiore.
Come diversi altri livelli di questo tipo presenti entro il Flysch Lombardo, il Megabed di Missaglia rappresenta un evento "catastrofico" di sedimentazione torbiditica, originato verosimilmente da un evento sismico di grande magnitudine. In questo caso, la composizione dei clasti conglomeratici ha consentito di stabilire la provenienza del materiale risedimentato dall'area trentina (a Nord-Est dell'area di deposizione), una regione occupata all'epoca da un vasto plateau a sedimentazione carbonatica in facies di altofondo pelagico il cui margine verso il bacino lombardo (allora un bacino marino profondo), era interessato da una serie di faglie normali di collasso.
Il livello può essere seguito per diversi chilometri (fino a una ventina); gli affioramenti più significativi si trovano a Bergamo alta e in alta Brianza, tra Montevecchia e Missaglia.
I megabed (o megatorbiditi) sono spesso eventi di notevole significato stratigrafico (livelli marker), essendo praticamente "istantanei" dal punto di vista deposizionale e potendo essere riconosciuti su vaste aree.